# 小粥太郎
小粥 太郎（こがゆ たろう、1964年 - ）は、日本の法学者。専門は民法。東京大学大学院総合文化研究科教授。早稲田大学法学部助教授、法務省民事局付、東北大学法科大学院教授、一橋大学法科大学院教授を歴任。

## 人物・経歴
父は大蔵官僚小粥正巳（大蔵事務次官、公正取引委員会委員長、日本政策投資銀行総裁等歴任）。1988年早稲田大学法学部卒業。1990年早稲田大学大学院法学研究科修士課程修了。鎌田薫ゼミ出身。
大学在学中旧司法試験に合格し、1990年から1992年まで最高裁判所司法研修所司法修習生。1996年から1998年までパリで在外研究に従事。早稲田大学法学部助手、同助教授を経て、2001年から2003年まで法務省民事局付。東北大学大学院法学研究科総合法制専攻教授、一橋大学大学院法学研究科教授を経て、2020年9月より東京大学大学院総合文化研究科教授。2015年法務省法教育推進協議会座長。2017年一橋大学法科大学院長。法科大学院協会理事、法務省司法試験考査委員等も務めた。

## 著書
- 『民法の世界』商事法務 2007年
- 『民法学の行方』商事法務 2008年
- 『日本の民法学』日本評論社 2011年
- 『松本恒雄先生還暦記念 民事法の現代的課題』（滝沢昌彦,小野秀誠,角田美穂子と共編著）商事法務 2012年
- 『民法学を語る』（大村敦志と共著）有斐閣 2015年